# Disastro di San Juanico
Con l'espressione disastro di San Juanico si indica l'incidente avvenuto tra il 19 e il 20 novembre 1984 nella località messicana di San Juan Ixhuatepec (anche nota come San Juanico), parte del comune di Tlalnepantla de Baz, nella zona metropolitana di Città del Messico. Una perdita di GPL da una delle cisterne del locale deposito di idrocarburi, di proprietà della compagnia Pemex, si incendiò e causò una serie di rovinose deflagrazioni, che si protrassero per oltre 24 ore e investirono la zona circostante. Le stime ufficiali parlano di circa 500/600 vittime (quelle informali ne individuano invece oltre 1500), mentre i feriti furono oltre 2000; si dovettero altresì evacuare dalle loro case circa 61 000 persone.

## Storia

### Antefatto
Nel 1961 la Petróleos Mexicanos (Pemex, azienda petrolifera pubblica del Messico) inaugurò presso il pueblo di San Juan Ixhuatepec (soprannominato San Juanico), 20 km a nord di Città del Messico, un deposito per lo stoccaggio di gas di petrolio liquefatti e butano ad uso sia domestico che industriale. L'impianto, gestito in subappalto da una concessionaria, constava di una cinquantina di cisterne (delle quali 48 cilindriche, di dimensioni medio-piccole, e sei maggiori, sferiche: quattro capaci di 1600 metri cubi e due di 2400 metri cubi) e riceveva il gas, mediante condotte, dalle raffinerie di Minatitlán, Poza Rica e Azcapotzalco. Attorno ad esso si stabilirono presto diverse piccole e medie imprese private, attive nella rivendita del GPL. In totale a San Juanico era stoccato circa un terzo delle riserve di gas dell'intera area metropolitana di Città del Messico.
Il suddetto complesso sorgeva a poca distanza dagli agglomerati urbani di San Juan Ixhautepec, San Isidro Ixhuatepec e Lázaro Cárdenas, caratterizzati da elevata densità abitativa e da un bassissimo tenore di vita: gran parte della popolazione viveva in povertà, in baracche pericolanti costituite da singoli blocchi di calcestruzzo, mattoni forati e tetti in cartone e lamiera metallica. La vicinanza con l'impianto Pemex non destava però allarme, in quanto quest'ultimo era indicato come sicuro e dotato di vari ausili per la prevenzione del rischio. Tuttavia, dopo circa un decennio dall'attivazione si iniziarono a registrare lamentele da parte degli operai impiegati nell'infrastruttura, che segnalavano una manutenzione carente, anche e soprattutto su componenti fondamentali quali le valvole che regolavano l'afflusso e il deflusso del gas nei serbatoi e i sensori per rilevare eventuali perdite.

### L'incidente
Nella notte del 19 novembre 1984 il riempimento eccessivo di uno dei serbatoi mandò in sovra-pressione il gasdotto che trasportava il GPL dall'area di raffinazione al deposito. Le valvole di sicurezza, guaste oppure eccessivamente strette, non funzionarono, sicché alle ore 5:30 locali la pressione causò la rottura di una delle condutture, del diametro di 20 cm. Già alle 3:00 alcuni abitanti della zona circostante l'impianto Pemex avevano però riferito alle autorità di avvertire nell'aria un forte odore di gas.
Nel giro di 10 minuti dalla falla fuoriuscì una sacca di gas lunga e larga circa 200 m: il GPL infatti, una volta sottoposto a pressione atmosferica, evapora, ma essendo più pesante dell'aria tende a accumularsi al suolo. L'espansione di tale nube gassosa (non rilevata da alcun sistema d'allarme) la portò infine a lambire la flare pit dello stabilimento (il pozzo in cui si bruciano i residui gassosi e liquidi della lavorazione degli idrocarburi), che alle 5:40 ne causò l'innesco. In meno di 5 minuti la fiamma compì il percorso inverso fino alla perdita: alle 5:44:32 una prima cisterna saltò in aria (tecnicamente si trattò di un'esplosione di tipo BLEVE), sprigionando una palla infuocata larga 300 m e alta 500 m; entro le ore 10:00 seguirono poi altre undici detonazioni, che investirono le altre quattro cisterne sferiche e quindici tra le cilindriche. Ulteriori scoppi di minore entità si verificarono lungo oltre 24 ore, fino a tutto il 20 novembre.
A Città del Messico l'allarme venne dato dall'osservatorio sismico dell'Universidad Nacional Autónoma de México, la cui strumentazione registrò tra le 5:44 e le 7:01 otto scosse di magnitudo 5 della scala Richter, le quali non erano tuttavia accompagnate da onde di profondità.

### Conseguenze dell'incidente

#### Effetti immediati
L'esplosione aprì un cratere del diametro di 200 metri; su un raggio di 1 chilometro dallo stabilimento si abbatté una radiazione termica di tale velocità e potenza da ardere vive le persone senza dar loro tempo di rendersi conto di quanto accadeva: in tale zona solo il 2% dei cadaveri recuperati poterono essere identificati. Danni gravi e gravissimi a persone e cose si registrarono fino a 7 chilometri di distanza dall'impianto. I testimoni oculari riferirono che una colonna di fumo e fiamme si alzò in cielo per centinaia di metri, illuminando a giorno i dintorni e risultando visibile anche a decine di chilometri di distanza. L'area urbana circostante, per le sue caratteristiche edilizie, amplificò la devastazione: molte case infatti disponevano di cisterne di GPL private, che a contatto con l'aria caldissima dell'esplosione deflagrarono a loro volta; inoltre l'ampio uso di materiali costruttivi poveri e scadenti (legno e cartone) propagò ulteriormente le fiamme, ardendo vivi nel sonno centinaia di inquilini.
I sopravvissuti riportarono ustioni gravi e gravissime e menomazioni fisiche anche permanenti; molti rimasero ciechi. La topografia dell'area dell'incidente, alquanto montuosa, complicò la fuga dei superstiti (che fu agevolata dall'intervento di volontari dai centri vicini) e l'arrivo dei soccorritori: i primi sparuti corpi d'emergenza arrivarono a San Juanico alle 6:15, potendo a malapena controllare parte degli incendi. Diversi soccorritori, vigili del fuoco, poliziotti e soldati furono altresì uccisi dal continuo susseguirsi delle esplosioni. Alle 6:20 l'esercito messicano isolò tutta la zona, inibendo l'accesso.
Occorsero in totale 40 ore per domare gli incendi, nei quali si stima bruciarono 11.000 metri cubi di gas sui 16.000 contenuti nel deposito.

## Conseguenze

### Bilancio
Le stime ufficiali del governo messicano parlano di un bilancio di 503 morti, 926 feriti gravi dei quali 353 con ustioni di primo grado, un totale di 7000 persone ricoverate in ospedale, 61 000 persone evacuate e 149 edifici distrutti
Altre fonti sostengono tuttavia che il bilancio sia stato molto più grave, oltre le 1500 vittime: molte salme infatti non poterono essere identificate e la gran parte di esse fu inumata in una fossa comune.
Per sistemare le decine di migliaia di sfollati furono requisiti e trasformati in ricoveri temporanei diversi alberghi ed edifici pubblici, tra i quali la basilica di Nostra Signora di Guadalupe e il campus di Zacatenco del politecnico nazionale.

### Reazioni istituzionali e sociali
Il 20 novembre il presidente messicano Miguel de la Madrid e il governatore regionale Alfredo del Mazo González giunsero in visita sul luogo del disastro; venne decretata l'istituzione di una commissione governativa per coordinare i soccorsi e gli aiuti (Comisión Intersecretarial de Auxilio a los damnificados de San Juan Ixhuatepec).
Nei giorni successivi al disastro diverse voci governative e legate alla Pemex (nella persona del direttore operativo Mario Ramón Beteta) negarono di avere responsabilità dirette nel disastro, accusando invece l'impresa subappaltatrice e quelle che distribuivano il gas nei dintorni. Dinnanzi a ciò i familiari delle vittime si riunirono nell'Asamblea Popular de San Juan Ixhuatepec (poi divenuta Unión Popular Ixhuatepec), al fine di fare pressione sul governo e sulla Pemex affinché si assumessero le proprie responsabilità, ammettessero il vero conto di vittime e danni, li risarcissero e provvedessero a spostare gli impianti gasieri in luoghi più sicuri. La reazione governativa fu ostile: il 25 novembre 1984 una marcia di protesta fu fermata con la forza dalle Forze di sicurezza e nei mesi successivi diversi leader dell'assemblea morirono in circostanze misteriose, come Telésforo Rivera Morales, che fu rapito, torturato e infine assassinato; molte altre persone legate all'organizzazione o che avevano preso posizioni in suo favore furono poi costrette a lasciare San Juanico, come ad esempio il parroco padre Abel de la Cruz. Una seconda marcia di protesta fu altresì repressa dalla polizia il 16 dicembre 1985.

### Responsabilità
La pressione popolare e mediatica fece però sì che, il 22 dicembre 1984, la Procura Generale della Repubblica indicasse ufficialmente la Pemex come responsabile del disastro, ingiungendole di pagare i danni. Il processo di risarcimento fu però lento, farraginoso e segnato da frequenti inadempienze e casi di corruzione; dal canto proprio la Pemex continuò a incolpare la ditta locale cui era subappaltata la gestione dell'impianto.
Le indagini condotte non sono mai arrivate a indicare formalmente la causa diretta dell'incidente, la quale è tuttavia da ricercarsi in una combinazione di errori umani e deficienze nei sistemi di controllo e sicurezza. Studi indipendenti hanno altresì evidenziato come la conformazione dei serbatoi (troppo ravvicinati tra di loro) abbia cooperato alle esplosioni a catena: una maggiore spaziatura tra le cisterne avrebbe infatti meglio dissipato i vapori infiammabili. Nondimeno la devastazione fu aggravata dall'eccessiva vicinanza dello stabilimento alle abitazioni, in spregio alle convenzioni internazionali di sicurezza.
Nel 1986 un decreto presidenziale vietò la gestione in subappalto degli impianti gasieri Pemex, senza però riuscire ad eliminare del tutto il problema.

## Altri incidenti e conseguenze a lungo termine
Nel decennio successivo tra gli abitanti dell'area si è registrato un numero di casi di malattie del sistema respiratorio superiore alla media messicana.
Inoltre, sebbene l'impianto di San Juanico sia stato chiuso, l'area ha continuato a essere usata per lo stoccaggio di combustibili, continuando a patire incidenti, sia pure di portata inferiore: il 23 novembre 1990 una cisterna privata di GPL prese fuoco, mentre l'11 novembre 1996 a incendiarsi furono due serbatoi di benzina senza piombo ubicati a un chilometro dal sito dell'esplosione del 1984; questo secondo rovescio causò 2 morti e 14 feriti, ma il buon funzionamento dei sistemi di allarme ed evacuazione della zona evitò un bilancio peggiore..